# Манфред Кліме
Манфред Кліме (нім. Manfred Klieme, 3 лютого 1936) — німецький велогонщик.
Срібний призер Олімпійських Ігор 1960 року в командній гонці переслідування.